# Eduard Cortés
Eduard Cortés (Barcelona, 1959) es un director de cine español.

## Biografía
Tras realizar varios cortometrajes y telefilmes, realizó el largometraje La vida de nadie, que se estrenó el 27 de octubre de 2002, y por la que fue nominado al Goya a la mejor dirección novel. Esta obra, ópera prima de su director, está basada en un caso real (la vida del francés Jean-Claude Romand, quien engañó durante años a toda su familia y terminó asesinándolos a todos) aunque, en palabras del propio director, se intentó evitar este final excesivamente dramático en la película. Con esta obra, el director se inicia en la realización de largometrajes.
También es autor del largometraje Otros días vendrán (2005) protagonizado por Cecilia Roth y Antonio Resines, y que le valió una nominación al Goya al mejor Guion Original.
Con un nuevo telefilm, El payaso y el Führer (2007), basado en la obra teatral Uuuuh! de Gerard Vázquez obtiene el reconocimiento de numerosos festivales internacionales, así como los Premios del Público en el Festival Inquiet de Picassent y en el Festival Europeo de Telefilms Zoom Igualada, o el de Mejor Película en el Anchorage International Film Festival de Alaska, entre otros.
Dos años más tarde estrena Ingrid (2009), una película polémica y radical sobre la relación de una artista autodestructiva con diversos ambientes artísticos que usan las redes sociales como plataforma creativa. En la película aparece una buena muestra de pintores, fotógrafos y músicos, como Russian Red (n. 1985) o la banda Love of Lesbian. La película estuvo en la selección oficial del Festival de Cine de Sitges 2009.
En 2011 rodó The Pelayos ―protagonizada, entre otros, por Daniel Brühl, Lluís Homar, Miguel Ángel Silvestre y Blanca Suárez―. Basada en la historia real de la familia de Gonzalo García-Pelayo, que logró desbancar casinos de todo el mundo con un método legal, basado en la imperfección de la ruleta. Su estreno se produjo en el Festival de Málaga de 2012.
¡Atraco! (2012) está protagonizada por los argentinos Guillermo Francella, Nicolás Cabré, Daniel Fanego y los españoles Amaia Salamanca y Óscar Jaenada. Un thriller con tono de comedia negra que narra los hechos sucedidos en el Madrid del 1956 en torno al atraco de una joyería. La película fue seleccionada en la Sección Oficial del 60.º Festival de Cine de San Sebastián y obtuvo el Cóndor de Plata a la Mejor Película Iberoamericana 2013.
En el 2015 dirige Cerca de tu casa, una película musical sobre los desahucios, protagonizada por Silvia Pérez Cruz, quien además compuso las canciones y la banda sonora. La película consiguió el Goya a la mejor canción.
Es también el director de las tres temporadas de la serie Merlí.

## Acusaciones de abuso sexual
En octubre de 2024 fue acusado de acoso sexual por la directora y fotógrafa Silvia Grav en su cuenta de Instagram, publicación que recogió 26 testimonios similares más, entre los que se encontraban los de la artista visual Eva Fàbregas y las actrices Sofía Barco, Norah Alexandra Vega y Nicole León. Según un reportaje de El País, existen al menos un centenar de conversaciones que demuestran las demandas sexuales que el director realizó a estas mujeres. Los mensajes y testimonios de los que se disponen abarcan desde 2007 hasta 2024, y varias de las denunciantes eran menores de edad en el momento en que se produjeron los hechos. Según las demandantes, Eduard Cortés se ponía en contacto con ellas a través de redes sociales o de videollamadas, y en todos los casos afirmaba estar interesado en ellas para un supuesto proyecto llamado Ingrid. En ese mismo mes de octubre, la Academia del Cine Catalán inició una investigación contra el director después de que surgieran las acusaciones, pero tuvo que ser detenida después de que este se diera de baja de la institución.
A fecha del 23 de octubre de ese mismo año el número de mujeres denunciantes había ascendido a 52, incluyendo a mujeres tanto de España como de México y Colombia. A través de un comunicado las 27 denunciantes originales denunciaron también la falta de medios para denunciar, los altos costes económicos que suponía y la imposibilidad de denunciar a través de medios legales casos que hubiesen prescrito o de los que no existieran pruebas físicas por haber tenido lugar en la intimidad.

## Filmografía

### Director

#### Cine
- 2002: La vida de nadie
- 2003: Carta mortal
- 2003: El 10 en la espalda
- 2003: Mónica
- 2005: Otros días vendrán
- 2007: El payaso y el Führer
- 2010: Ingrid
- 2012: ¡Atraco!
- 2012: The Pelayos
- 2016: Cerca de tu casa

#### Televisión
- 1994: ¡Oh, Europa!
- 1996: Sitges
- 1999: La memoria de los caracoles
- 2001: Psico express
- 2011: Ángel o demonio
- 2015-2017: Merlí
- 2020-2021: Dime quién soy
- 2022: La última
- 2024: Ni una más

### Guionista
- 2002: La vida de nadie
- 2005: Otros días vendrán
- 2007: El payaso y el Führer
- 2010: Ingrid
- 2012: ¡Atraco!
- 2012: The Pelayos
- 2016: Cerca de tu casa